# Mario Lucini
Mario Lucini (Como, 18 settembre 1958) è un politico italiano, sindaco di Como dal 2012 al 2017.

## Biografia
Di professione geologo, è sposato dal 1984 con Lorella Ostinelli, da cui ha avuto tre figli.
Nel 2002 viene eletto al consiglio comunale di Como per La Margherita, di cui diviene capogruppo; confermato in consiglio nel 2007, eletto nella lista dell'Ulivo, nel 2010 diventa capogruppo del Partito Democratico.
Nel 2011 si presenta alle primarie del centrosinistra per la scelta del candidato sindaco e, vincendole il 27 novembre con il 49,4% delle preferenze, ottiene la candidatura.
Si presenta quindi alle amministrative del 2012 come leader di una coalizione formata da Partito Democratico, Paco-Sel, Italia dei Valori, Como Civica e Amo la mia città, due liste civiche, concludendo in testa il primo turno del 6 e 7 maggio con il 35,5% dei voti. Al ballottaggio di due settimane più tardi, contro la candidata del Popolo della Libertà Laura Bordoli, viene eletto sindaco con il 74,9% dei voti.
La sua vittoria ha rappresentato la prima elezione di un rappresentante del centrosinistra a sindaco di Como da quando è in vigore l'elezione diretta del primo cittadino.
Nell’indagine della Procura di Como su appalti pubblici e paratie sul lungolago è indagato per turbata libertà sulla scelta del contraente e per falso ideologico.
Come già precedentemente dichiarato ha rinunciato a ricandidarsi per un secondo mandato alle elezioni amministrative del 2017.